# Lichtwaage

Lichtwaage (als Wheatstone-Brücke)

Die Lichtwaage ist ein Begriff aus der Fototechnik. Mit der Lichtwaage wird bei älteren Kameras die elektrische Messvorrichtung zur analogen Belichtungsmessung bezeichnet.
Elektrotechnisch ist die Lichtwaage eine besondere Anwendung der Widerstandsbrücke: In einer Brückenschaltung wird zwischen den beiden Zweigen aus vier Widerständen, deren einer lichtabhängig ist, eine Spannungsdifferenz erzeugt und im Sucher der Kamera angezeigt. Entweder soll der Spannungswert Null sein oder ein definiertes, kleines Maß bekommen, das den Zeiger im Sucher mit einer Soll-Marke zur Deckung bringt. Die Soll-Marke wird bestimmt durch die Einstellungen im Fotoapparat zum verwendeten Filmmaterial.
Die Messung wird durch folgende Faktoren beeinflusst:
1. die einfallende Lichtmenge,
2. die Verringerung des Lichtes durch verkleinerte Arbeits-Blende (bei Offenblendmessung),
3. die Verschlusszeit sowie
4. die Film-Empfindlichkeit.

Elektrische Komponenten dieser Messung sind:
1. der Lichtmesswiderstand,
2. ein Widerstand (Potentiometer, Drehwiderstand), an dem die Lichtempfindlichkeit des verwendeten Filmes eingestellt wird, der zumeist die eingestellte Belichtungszeit überlagert bzw. gemeinsam zur Potentiometer-Drehung führt, und
3. mindestens zwei Potentiometer, die meist im Boden der Kamera angebracht sind und die Justierung der Messebrücke ermöglichen.

Die Lichtwaage ist eine Anwendung der Wheatstone’schen Widerstandsmessbrücke, die in der Elektrotechnik und Elektronik zu Steuerungs- und Regelungszwecken eingesetzt wird.